# Svarttjärnen (Björna socken, Ångermanland, 706442-164026)
Svarttjärnen är en sjö i Örnsköldsviks kommun i Ångermanland och ingår i Gideälvens huvudavrinningsområde.